# Centraal Hoofdstembureau
Het Centraal Hoofdstembureau (CHS) is de Surinaamse coördinerende instantie van alle hoofdstembureaus. Politieke partijen dienen zich ongeveer twee maanden voor de algemene verkiezingen in Suriname bij het bureau kandidaat te stellen en te registreren. Om aan de verkiezingen deel te kunnen nemen hebben partijen de goedkeuring van zowel het CHS als het Onafhankelijk Kiesbureau (OKB) nodig.
Het CHS verzamelt de verkiezingsuitslagen en bepaalt het aantal zetels dat de partijen hebben behaald voor drie organen: De Nationale Assemblée, de kiesdistricten en de ressortraden. Het zorgt na de verkiezingen voor de bekendmaking van de uitslag door een proces-verbaal te sturen naar het OKB en de president van Suriname.
Tijdens de zittingsduur van de leden van De Nationale Assemblée behandelt het CHS eventuele aanvragen van partijen inzake de Wet Beëindiging Lidmaatschap DNA, ook wel de terugroepwet genoemd voor Assemblée-leden
De voorzitter van het CHS is sinds januari 2015 Eugene Merkus. In 2021 werd hij opgevolgd door Lilawati Raghoebier als eerste vrouwelijke voorzitter van het CHS.
Aan het hoofd van het hoofdstembureau van elk district van Suriname staat de districtscommissaris.